# Autostrada M10 (Węgry)
Autostrada M10 (węg. M10-es autópálya) – planowana autostrada na Węgrzech. Autostrada będzie zaczynać się na obwodnicy Budapesztu (M0), a kończyć w Esztergom przy granicy ze Słowacją. Po stronie słowackiej obecnie nie jest planowane połączenie jej z autostradą lub droga ekspresową.
Autostrada ma zostać wybudowana po 2013 roku.